# Pabstiella parvifolia
Pabstiella parvifolia är en orkidéart som först beskrevs av John Lindley, och fick sitt nu gällande namn av Carlyle August Luer. Pabstiella parvifolia ingår i släktet Pabstiella och familjen orkidéer. Inga underarter finns listade i Catalogue of Life.